# Caecum inhacaense
Caecum inhacaense is een slakkensoort uit de familie van de Caecidae. De wetenschappelijke naam van de soort is voor het eerst geldig gepubliceerd in 2011 door Albano & Pizzini.